# Jan František Hanel
Jan František Hanel, řádovým jménem P. Cassius Hanel od svaté Rozálie (27. prosince 1751, Moravský Beroun – 12. únor 1820, Stará Voda), byl piaristický pedagog, muzikolog a filolog.

## Životopis

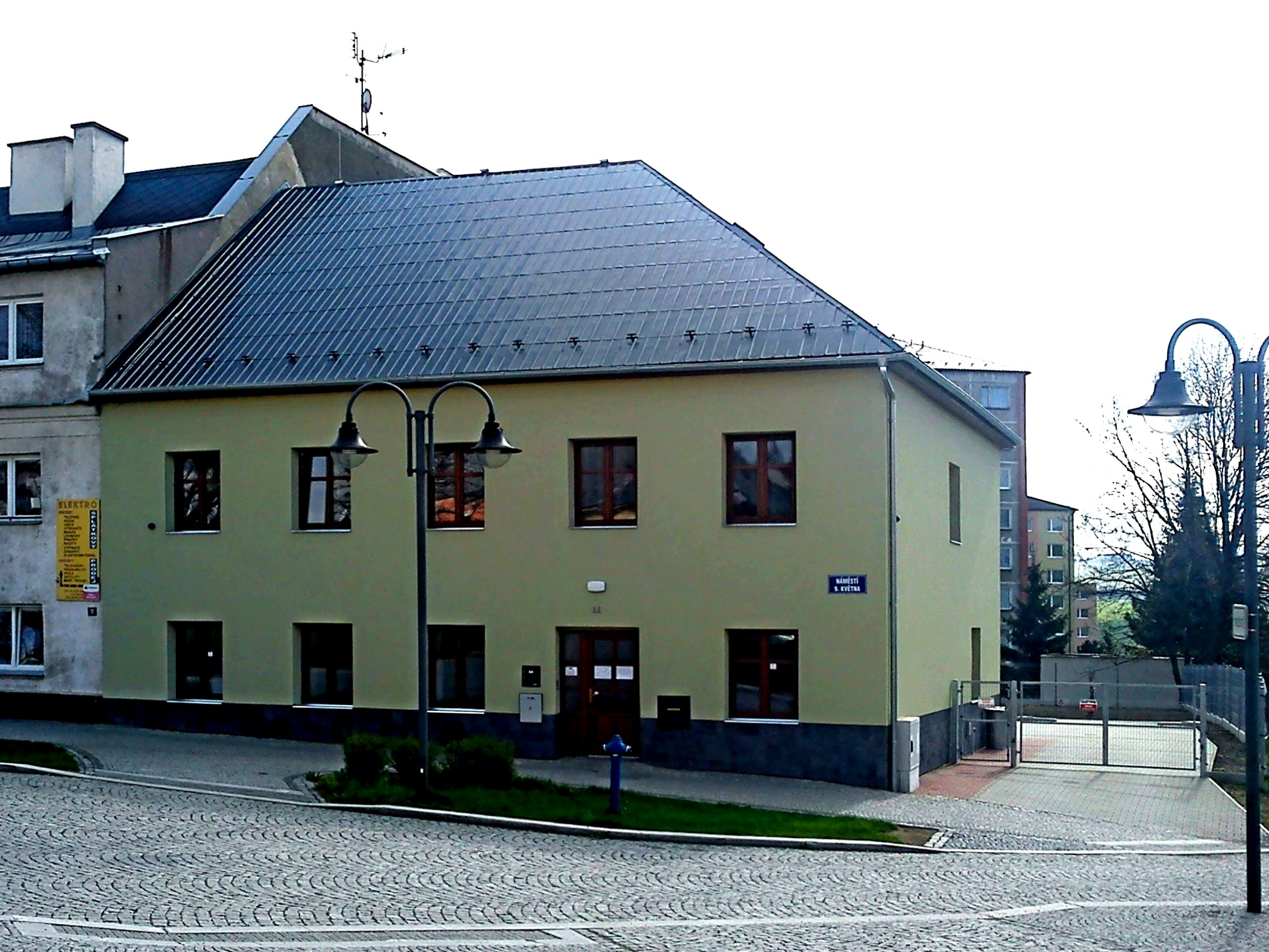
Mor. Beroun, dům čp.11

Jan F. Hanel se narodil na Štědrý den r. 1751 v Moravském Berouně v domě na náměstí, kde je dnes dům č. 11. Pokřtěn byl 27. prosince téhož roku v kostele Povýšení svatého Kříže. Do deseti let navštěvoval místní školu. Pak ho otec odvezl do nedaleké, dnes již zaniklé, obce Stará Voda (tehdy Altwasser), kde bylo piaristické vyšší gymnázium. Zde studoval 4 roky. Ve čtrnácti letech získal nadační podporu olomouckého biskupa Karla z Lichtenštejna a odešel studovat piaristické gymnázium v Kroměříži. V roce 1768 vstoupil do piaristického řádu.
Ve školním roce 1777/78 učil na škole v Praze a roku 1781 byl ustanoven profesorem na tamním prestižním piaristickém gymnáziu (v dnešní Panské ulici). Zde učil pozdějšího skladatele Jakuba Jana Rybu, sběratele lidových písní a autora České mše vánoční. Byl jeho třídním profesorem. Od roku 1785 učil Fr. Hanel na piaristickém gymnáziu v Mikulově. Vyučoval gramatiku, rétoriku, poezii i jiné předměty. Vedl také hudební seminář. Byl odborníkem na latinu a řečtinu. Po Mikulově byl také ředitelem škol v Příboře a Kroměříži. V Mikulově se věnoval také jiné známé osobnosti – byl jím Jan Evangelista Purkyně. Ten byl pak odeslán do noviciátu ve Staré Vodě. Později však z řádu vystoupil, aby se mohl naplno věnovat vědecké práci.
Roku 1804 byl P. Cassián Hanel ve Staré Vodě ustanoven ředitelem a rektorem koleje. Po roce 1945 byla obec začleněna do vojenského újezdu Libavá a byla téměř celá zpustošena, včetně místního hřbitova.

### Smrt
Zemřel ve Staré Vodě v roce 1820 na plicní chorobu a není tedy znám hrob P. Hanela a ani jeho podobizna. K uctění tohoto pedagoga a hudebního znalce bylo r. 2003 v Moravském Berouně založeno občanské sdružení Hudební společnost P. Hanela.